# 마옌주의 캉통
프랑스 마옌주에는 총 17개의 캉통이 속해 있다. 2015년 3월 행정구역 총개편으로 인해 현재는 다음과 같이 설치되어 있다.
- 아제
- 봉샹레라발
- 샹토공티에
- 코세르비비앙
- 에르네
- 에브롱
- 고롱
- 뤼세리
- 라세레샤토
- 라발 1
- 라발 2
- 라발 3
- 루아롱
- 마옌
- 멜레뒤멘
- 생베르트뱅
- 빌렌라쥐엘